# Geschirr (Zugtier)

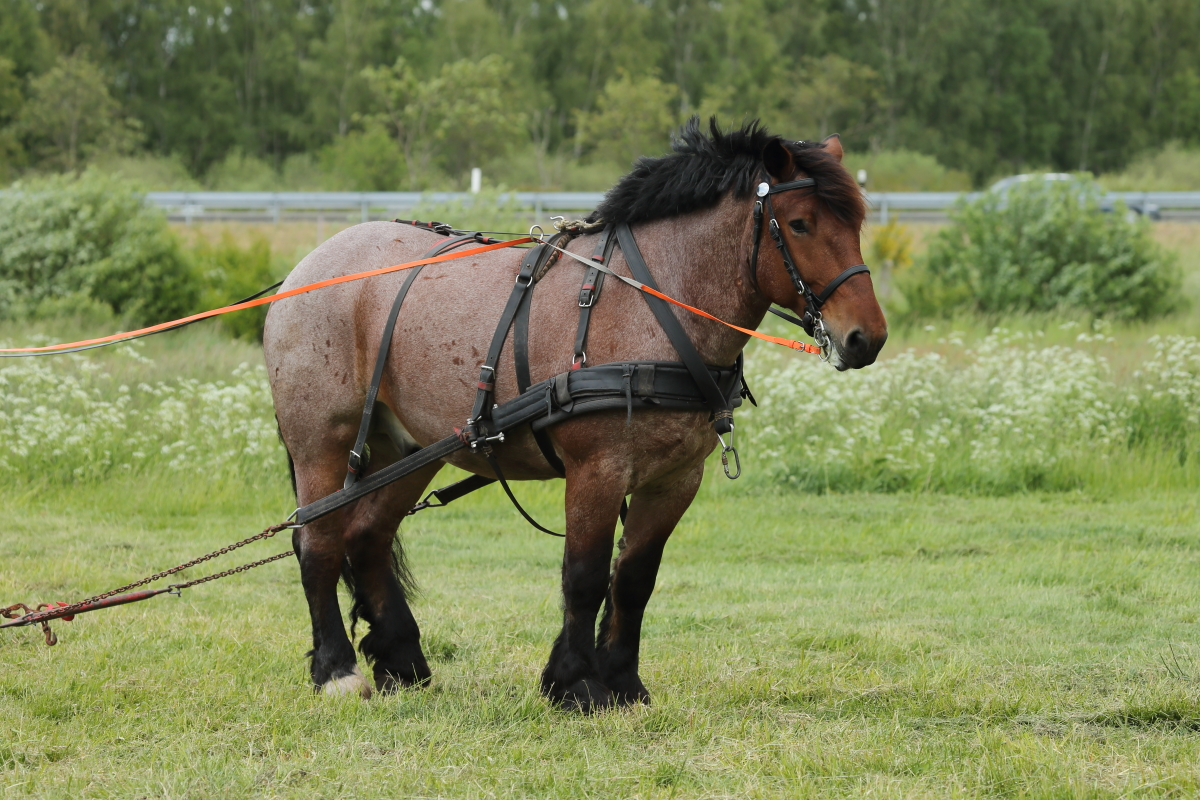
Belgischer Kaltblüter im Zuggeschirr

Das Geschirr oder auch die Schirrung dient dazu, Zugtiere einzuspannen, damit diese beispielsweise eine(n) Karren, Pflug, Schleife, Schlitten oder Wagen gut ziehen können.

## Geschirr-Arten

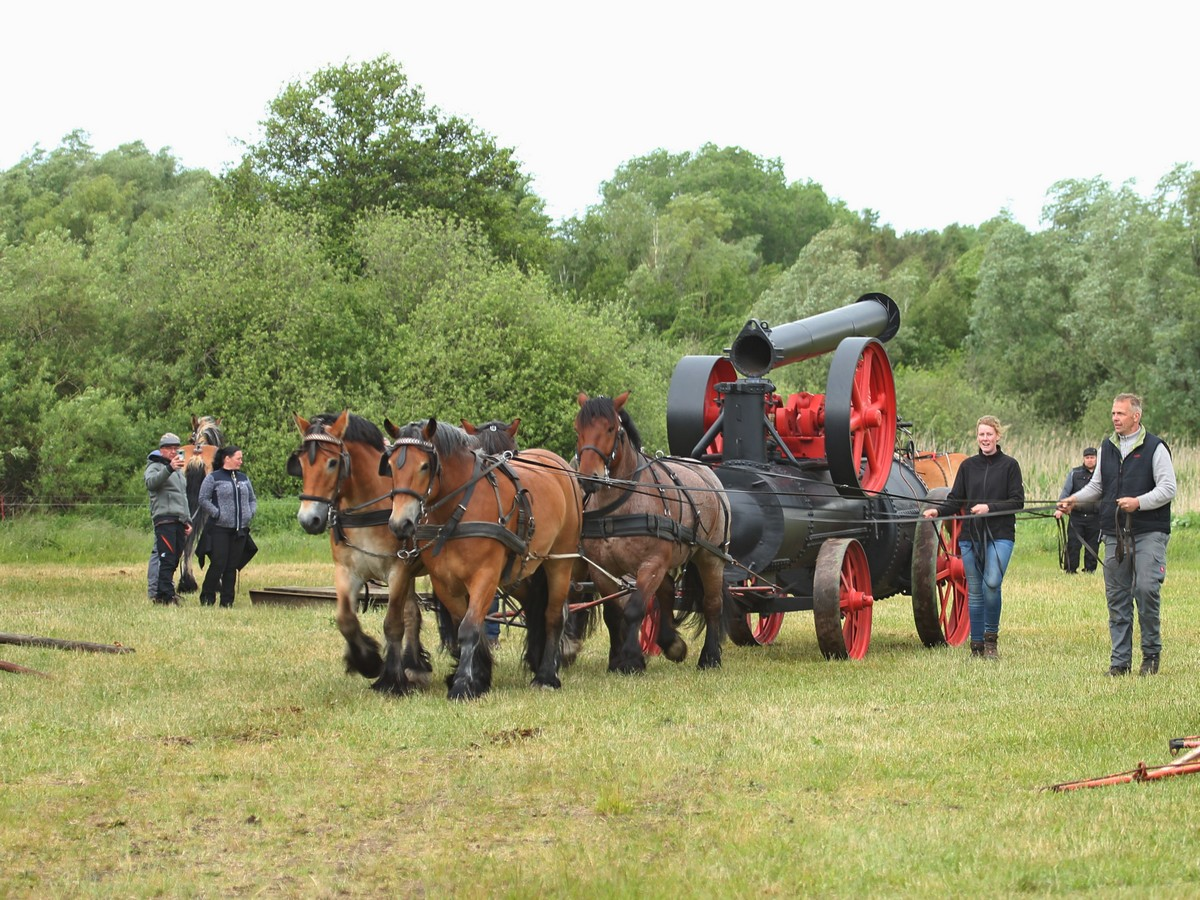
Schwerer Zug mit Brabantern

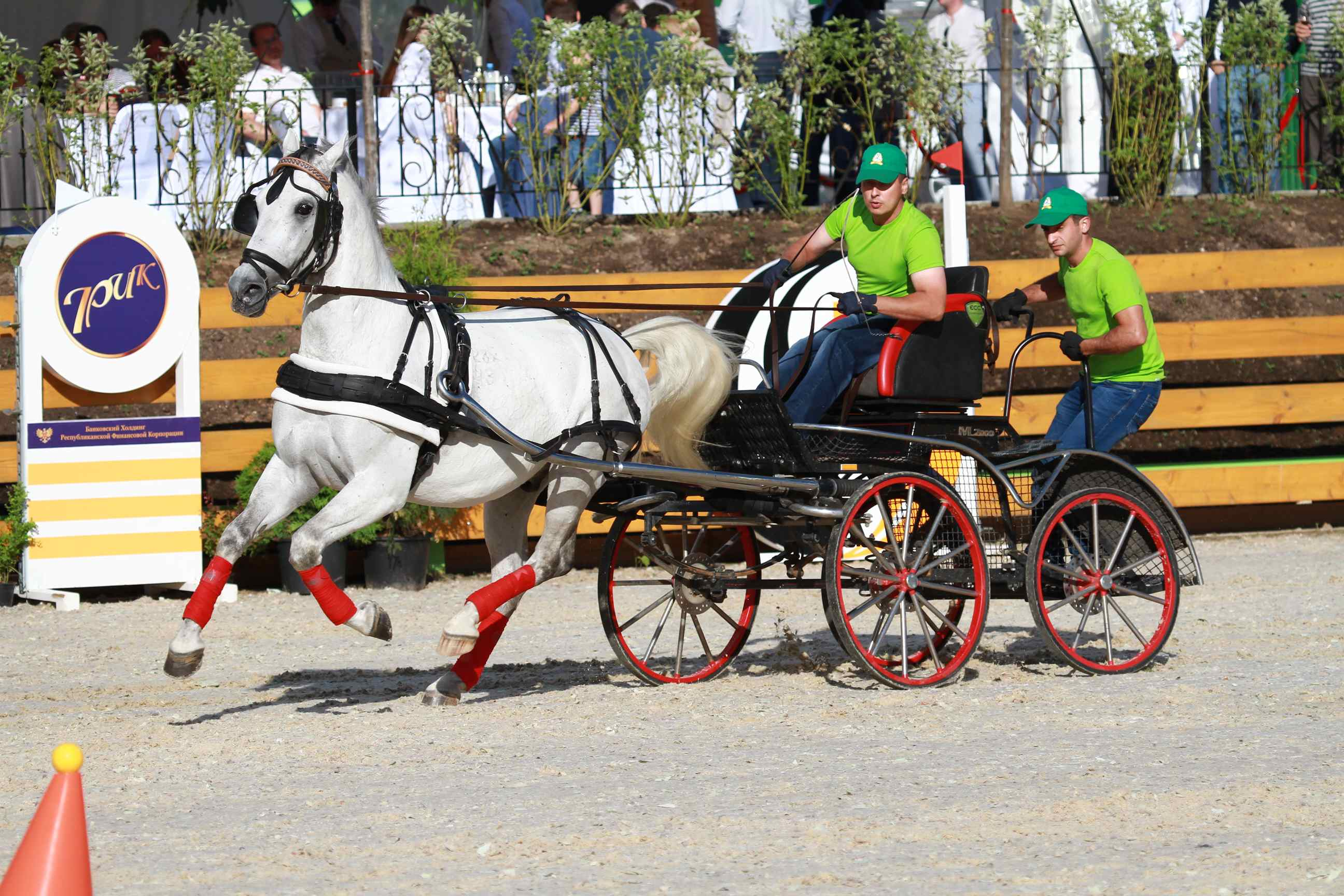
Leichter Zug bei einem Fahrturnier

Je nach Tier und Einsatzzweck und Möglichkeiten wurden im Laufe der Zeit verschiedene Arten von Geschirren mit unterschiedlichen Bezeichnungen entwickelt. 
Rinder wurden häufig mit dem Joch angespannt. Der hohe Aufwand für die Pferdehaltung beschränkte zunächst den Einsatz von Pferden, beispielsweise auf das Fahren mit dem Streitwagen in Kombination mit dem Brustblatt. Heute kommen in Mitteleuropa fast ausschließlich Pferde mit Kumt- und Brustblatt-Geschirre aus hochwertigen Materialien zum Einsatz. In Entwicklungsländern wird jedoch noch häufig auch mit Geschirren aus Ketten, Holz, Leinen oder gebundenem Stroh gearbeitet.

### Einsatzzweck
Es wird je nach Einsatzgebiet nach Schwerem Zug und Leichtem Zug unterschieden.
Mit Schwerem Zug sind schwere Lasten oder hügeliges Gelände gemeint. Schwere Lasten sind beispielsweise Pflüge, Holzrücken, Pferdebahnen, Brauereiwagen und der überwiegende Teil des bäuerlichen Bereichs gemeint. Im Schweren Zug kommen nach Möglichkeit Kaltblüter und breite Arbeitskumte zum Einsatz.
Mit Leichtem Zug  ist ebenes Gelände wie Ungarn und leichtere Wagen gemeint. Kutschen dienen der schnellen und komfortablen Beförderung von Passagieren und nicht dem Transport von großen Lasten. Bei Wagen, die von Kutschern gefahren werden, kommen bevorzugt Schweres Warmblut, sogenannte Karossiers, zum Einsatz. Bei leichten Selbstfahrer-Wagen kommen im Fahrsport oft leichte Warmblüter zum Einsatz. Im leichten Zug werden englische Kumte, Marathon-Kumte und Brustblattgeschirre eingesetzt. 

### Funktion
Ein modernes Fuhrwerk wird über Stränge gezogen, die am Fuhrwerk befestigt werden. Zum Bremsen oder Aufhalten von nachrollenden Fuhrwerken oder gleitenden Schlitten dient die Deichsel oder die Schere. Mit der Deichsel wird auch der Drehschemel eines Wagens betätigt.
Die Pferde können einerseits mit den Aufhaltern über die Deichsel das Fuhrwerk aufhalten, die dazu notwendige Kraft müssen sie mit dem Hals aufbringen. Andererseits kann zum Aufhalten ein Hintergeschirr dienen, das es dem Pferd ermöglicht mit der Hinterhand aufzuhalten. Viele Wagen sind zusätzlich mit mechanischen Bremsen versehen. Häufiges Bremsen schont die Pferde, da sie das Aufhalten nicht alleine verrichten müssen.

### Joch

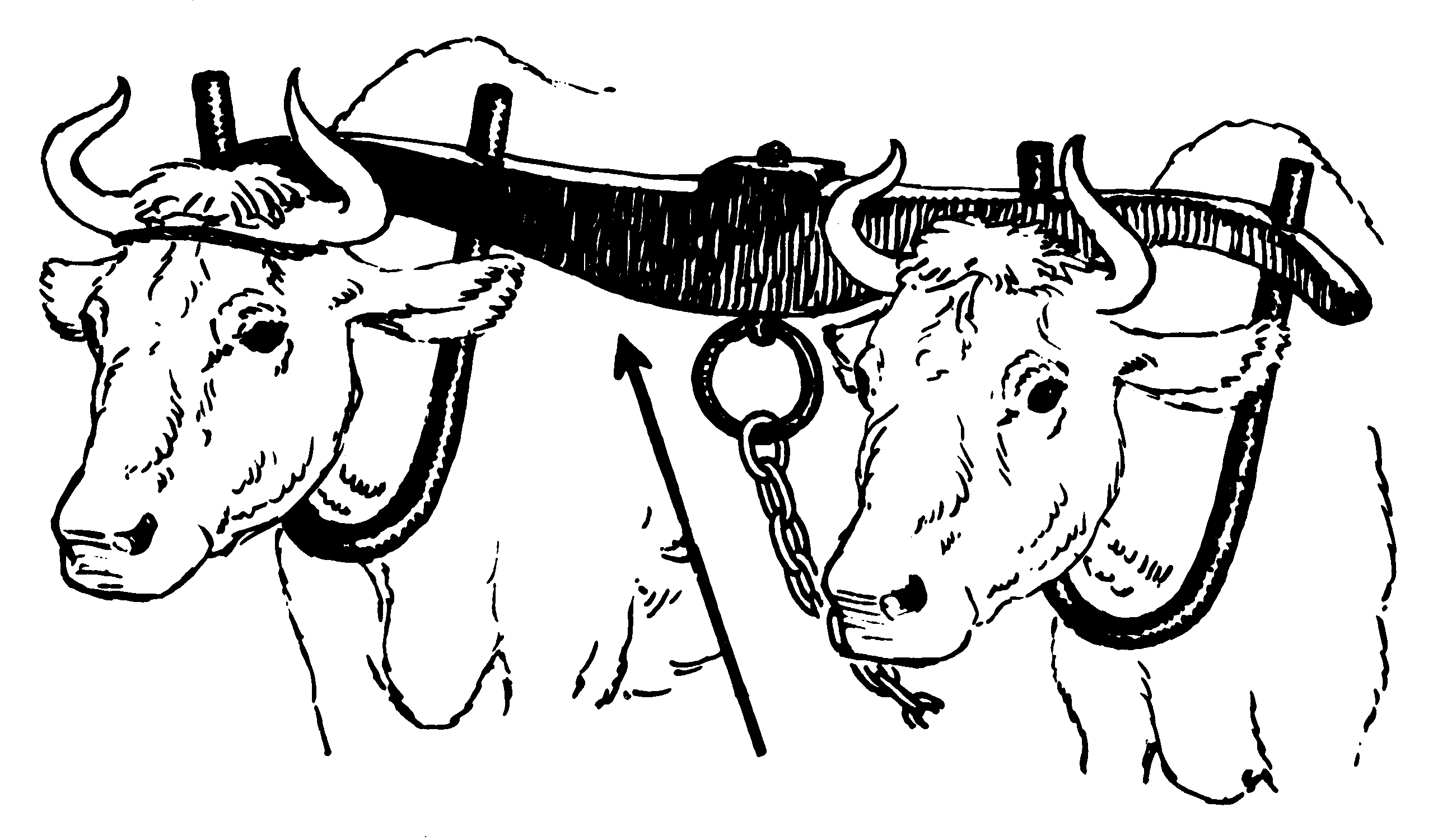
Ochsen im Doppeljoch

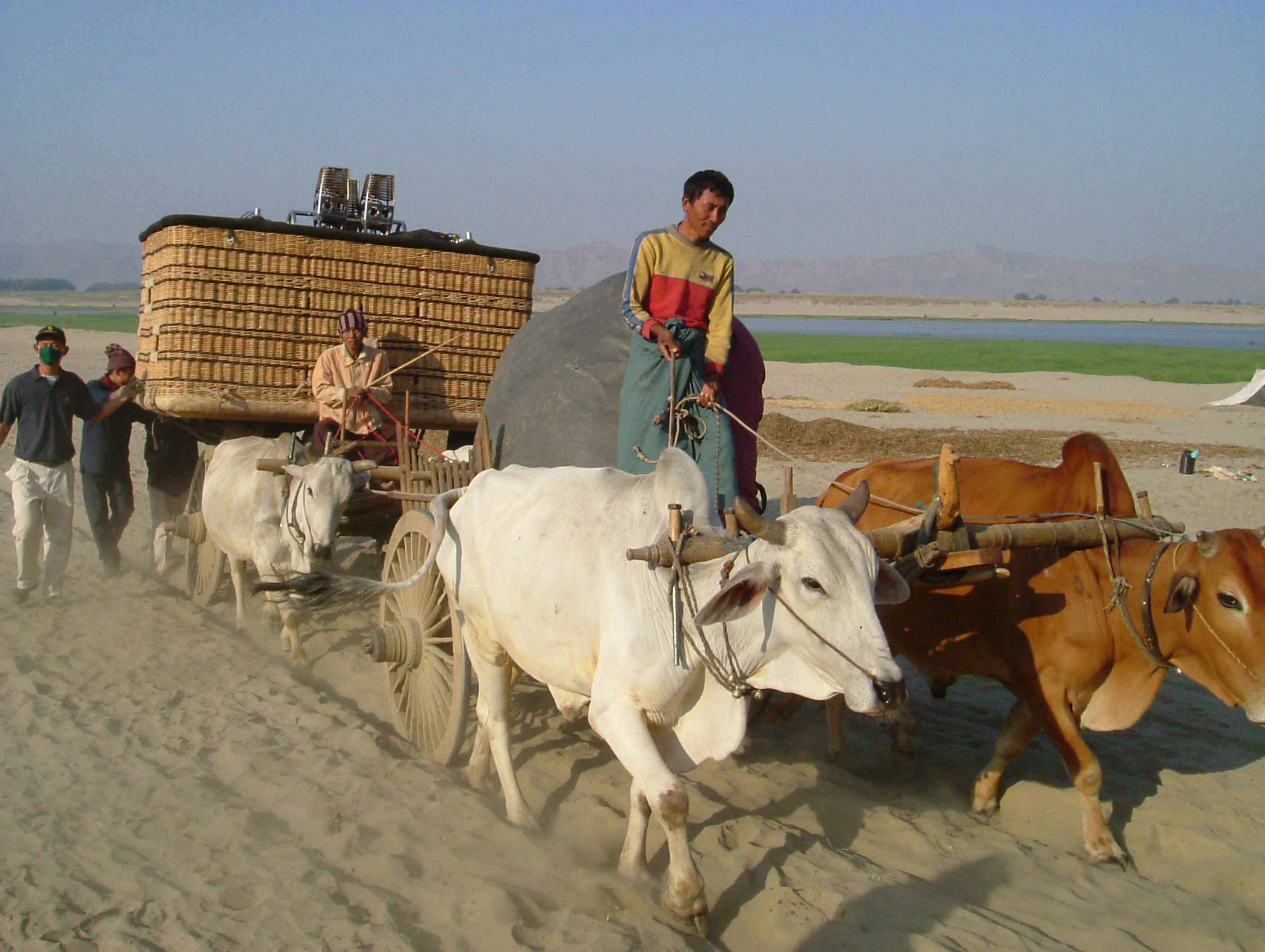
Ochsenkarren mit Joch

Das Joch ist die älteste Weise, große Zugtiere anzuspannen. Es erscheint um 3500 v. Chr. im Nahen Osten und in Teilen Europas in Abbildungen und Bodenfunden. Sein Gebrauch ist aber älter und indirekt durch Pflugspuren (South Street Longbarrow) und die Kastration von Stieren nachweisbar. Bei vereinzelten älteren Hinweisen sind Zuordnung oder Datierung unsicher.
Ursprüngliche Form des Joches ist das Kopfjoch mit den beiden Varianten Stirn- und Nackenjoch. Beide werden an den Hörnern des Zugtieres befestigt, das Stirnjoch davor, das Nackenjoch dahinter. Das Kopfjoch ist daher nur für Hornträger geeignet. Die Zugtiere wurden zumeist paarweise in Doppeljoche eingespannt (alte Skizzen aus dem Orient sind da nicht eindeutig), wodurch die Last über eine am Joch zwischen den Tieren befestigte Deichsel gezogen wurde. Durch diese Anschirrung können die Tiere die Köpfe kaum noch bewegen, was wesentlichen Anteil an der sprichwörtlichen „Unterjochung“ der Tiere hat. Es wurden meist Ochsen als Zugtiere verwendet, die wegen der Kastration besser handhabbar waren. Es wurden und werden aber auch Kühe, gelegentlich als Fahrkühe bezeichnet, vor Wagen gespannt.
Die zweite Form des Joches ist das Widerristjoch, das von den Zugtieren mit dem Widerrist geschoben wird. Der Jochbalken wird vor dem Widerrist der Zugtiere aufgelegt, um ihren Bug wird jeweils ein U-förmig aus elastischem Holz gebogener Jochbogen gelegt und nach oben durch Bohrungen im Jochbalken geführt. Dort wird er durch ursprünglich ebenfalls hölzerne Jochnägel fixiert, die durch eines von mehreren Löchern des Jochbogens gesteckt werden, was eine Anpassung an die Größe des Zugtieres erlaubt. Der Jochbalken war ursprünglich ein einfaches Rundholz, später wurde er an die Nackenform der Zugtiere angepasst. Spätere Joche verwendeten die jeweils gut verfügbaren Materialien, zum Beispiel eiserne Beschlagteile oder heute auch in Streifen geschnittene Lkw-Reifen als Jochbögen.
Auch das Widerristjoch wurde zunächst als Doppeljoch eingesetzt. Die Deichsel wird hierbei mit Jochring und Deichselnagel auf sehr einfache Weise gelenkig mit dem Joch verbunden. Einzeljoche waren für die wegen ihrer Zugkraft benötigten Doppelgespanne erst durch eine aufwendigere Anschirrung mit Zugsträngen beiderseits jedes Zugtieres sinnvoll. Sie setzten sich deswegen erst sehr spät durch. So bedeutet „Joch“ oft Doppeljoch, das Einzeljoch trägt dann Bezeichnungen wie „Halbjoch“ oder „Jöchel“.
Seit dem Hochmittelalter wurde das Joch durch die Einführung des Kumt überall verdrängt, wo ausreichend Kapital vorhanden und die Leistungsfähigkeit des Gespanns von Bedeutung war. Wegen des geringen Herstellungsaufwands und der geringen Kosten wird das Joch auch heute noch in manchen Regionen eingesetzt.

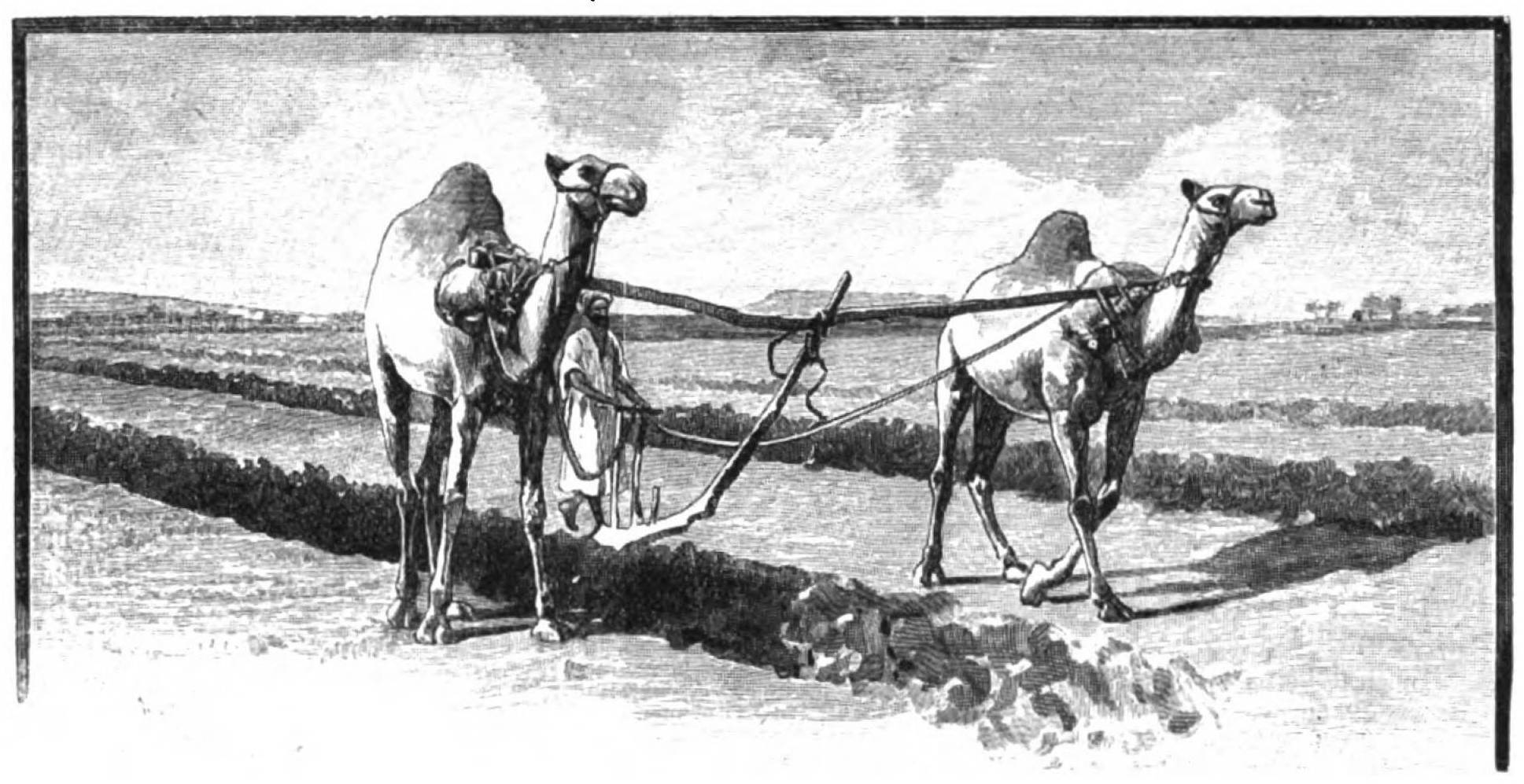
Kamele im Joch, 1899
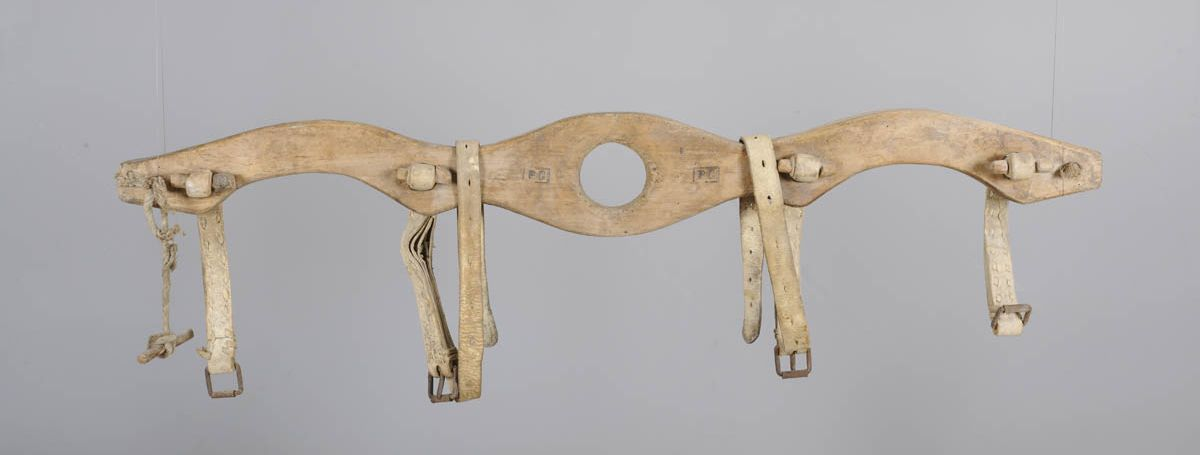
Doppeljoch für Ochsen, Frankreich um 1900
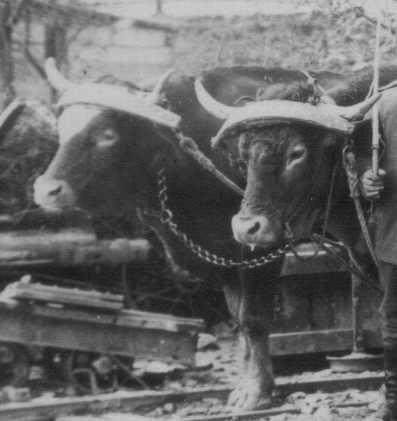
Ochsen mit Stirn-Einzeljochen, 1915
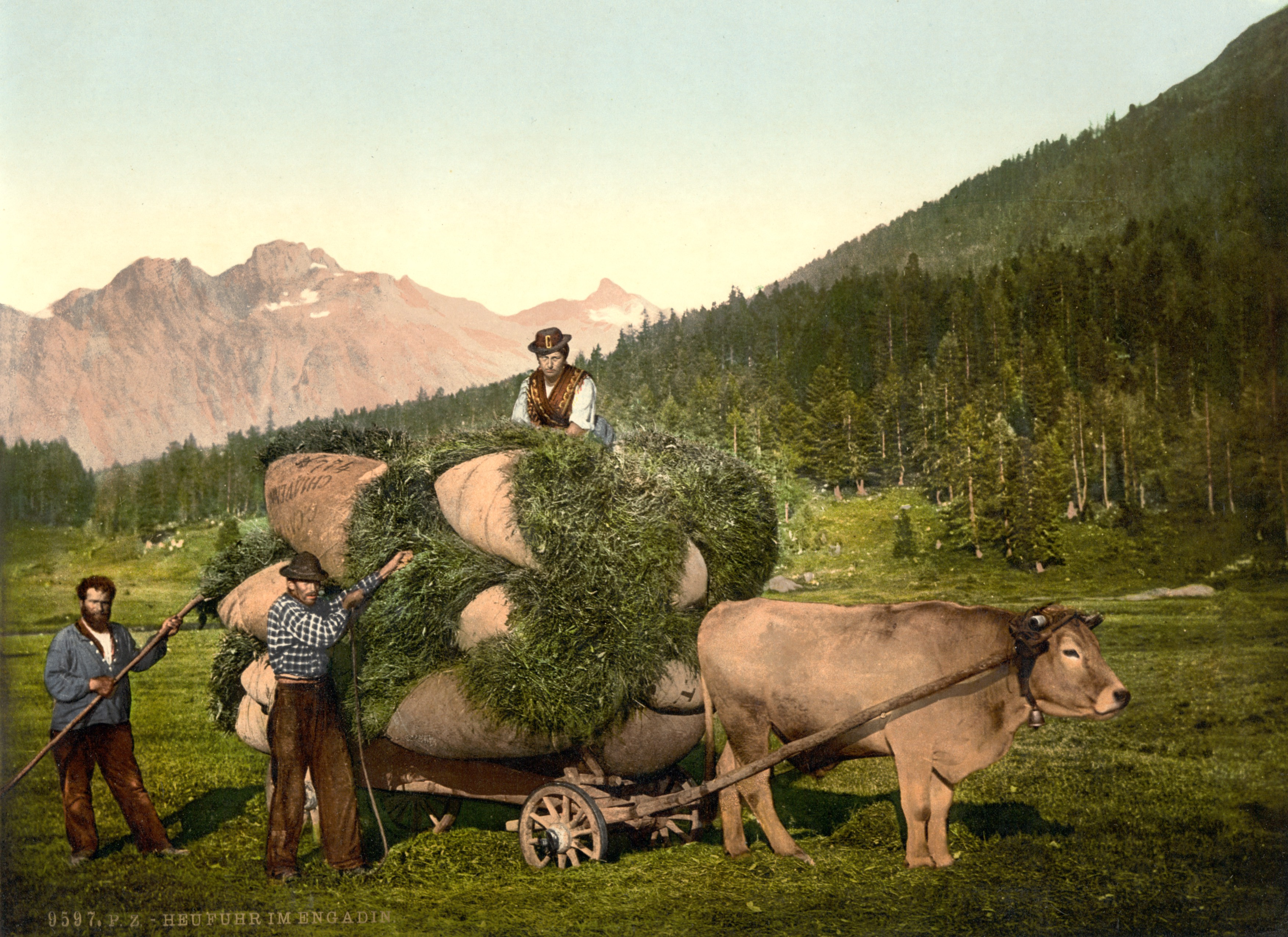
Ochse mit Nackenjoch im Engadin um 1900
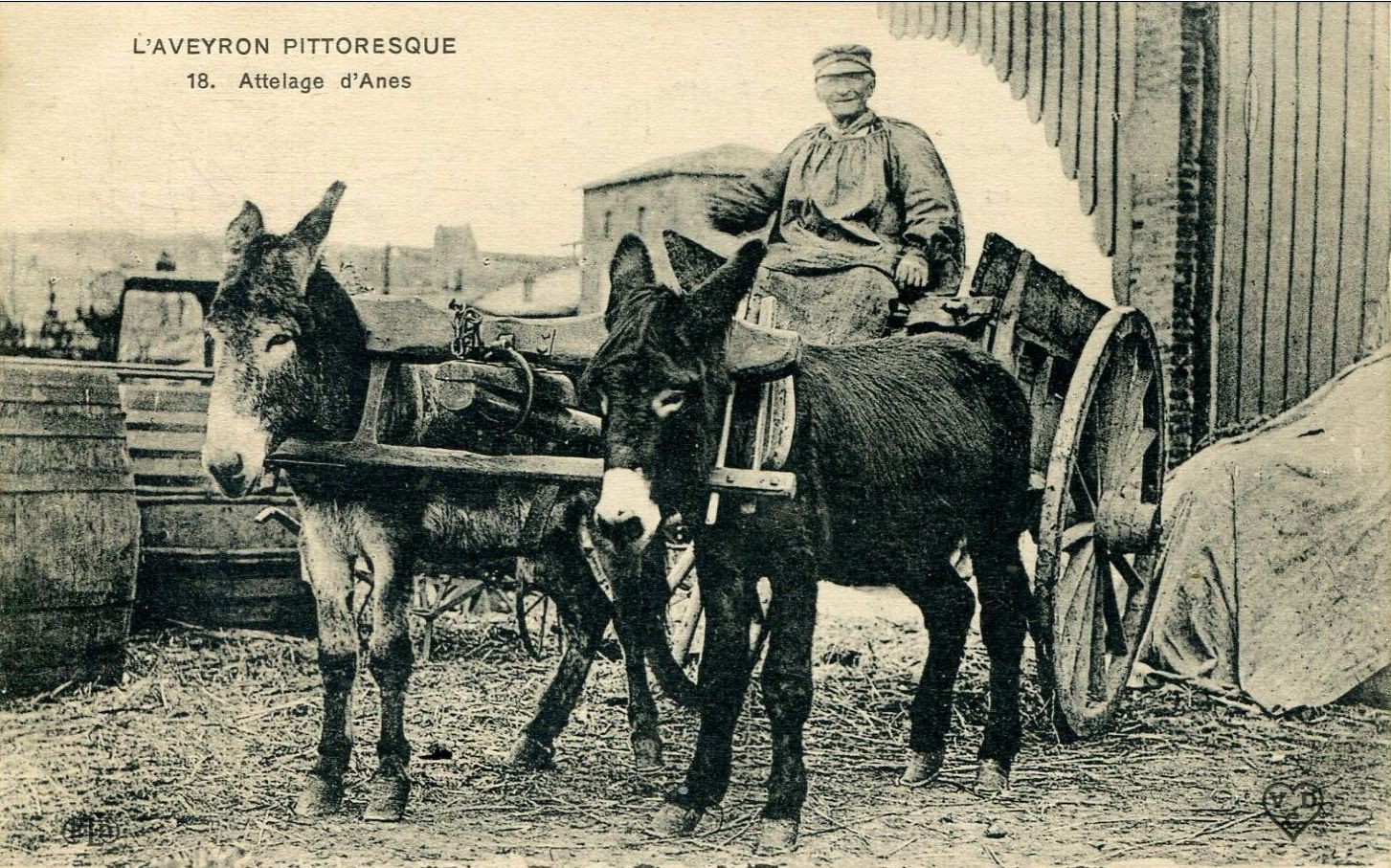
Esel im Doppeljoch, Aveyron, 1905
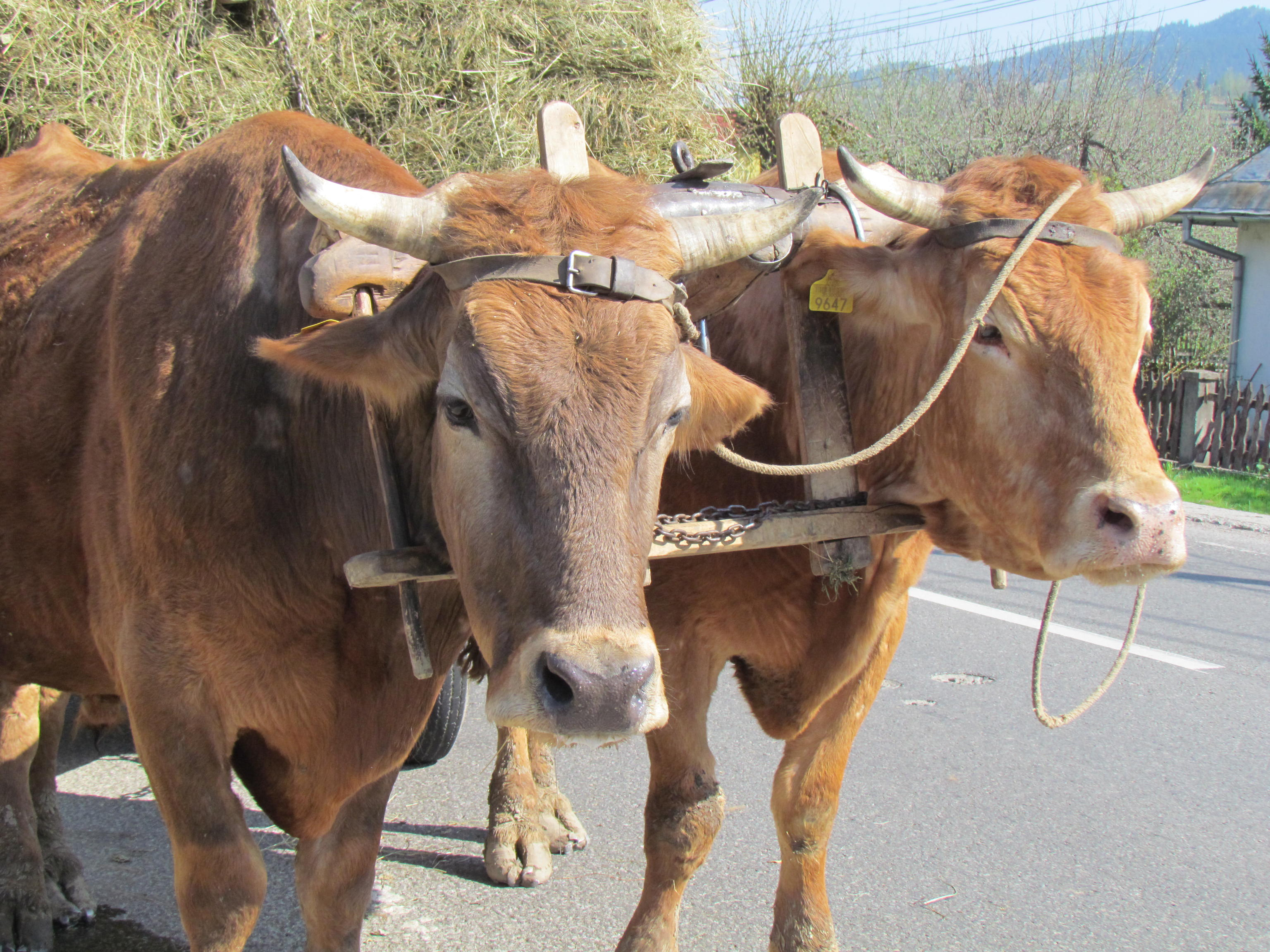
Ochsen im Joch in Rumänien

### Brustblatt
Als Brustblattgeschirr oder Sielengeschirr bezeichnet man ein leichtes Geschirr, bei dem das Pferd nur mit der Brust zieht. Das Brustblatt wird heute zusammen mit leichten Wagen vorzugsweise in ebenem Gelände verwendet. Die Brustblattanspannung heißt Land- oder Juckeranspannung und wird auch als ungarische Anspannung bezeichnet.

#### Aufbau des Brustblatts
Der Zug erfolgt über das Brustblatt, ein etwa acht bis zwölf Zentimeter breites, gepolstertes Lederstück, das über die Brust des Zugtiers verläuft. Auf beiden Seiten des Brustblatts sind die Zugstränge eingeschnallt, über die die Kutsche gezogen wird.
Getragen wird das Brustblatt von einem über den Hals verlaufenden Riemen, dem Halsriemen, auf dessen Oberseite meist zwei Metallringe, die Leinenaugen, befestigt sind, durch welche die Fahrleinen geführt werden.
Zum Brustblattgeschirr gehört weiterhin ein Selett (beim Einspänner-Brustblattgeschirr), bzw. Kammdeckel (beim Mehrspänner-Brustblattgeschirr), die hinter dem Halsriemen (oder Halskoppel) auf dem Rücken liegen und von einem Bauchgurt und meist auch einem Schweifriemen mit Schweifmetze gehalten werden. Im Einspänner trägt das Selett die Anzen des Wagens. Das Brustblattgeschirr wird meist aus Leder oder Kunstfaser Nylon gefertigt. Im Vergleich zum Kumt hat ein Brustblatt eine geringe Auflagefläche und schränkt unter schwerer Last das Zugtier in der Bewegung und vor allem der Atmung ein. Heute ist das Brustblattgeschirr aufgrund seiner Einfachheit und der vielfältigen Verstellmöglichkeiten zum meistverwendeten Geschirr im Freizeitbereich des Fahrsports geworden.

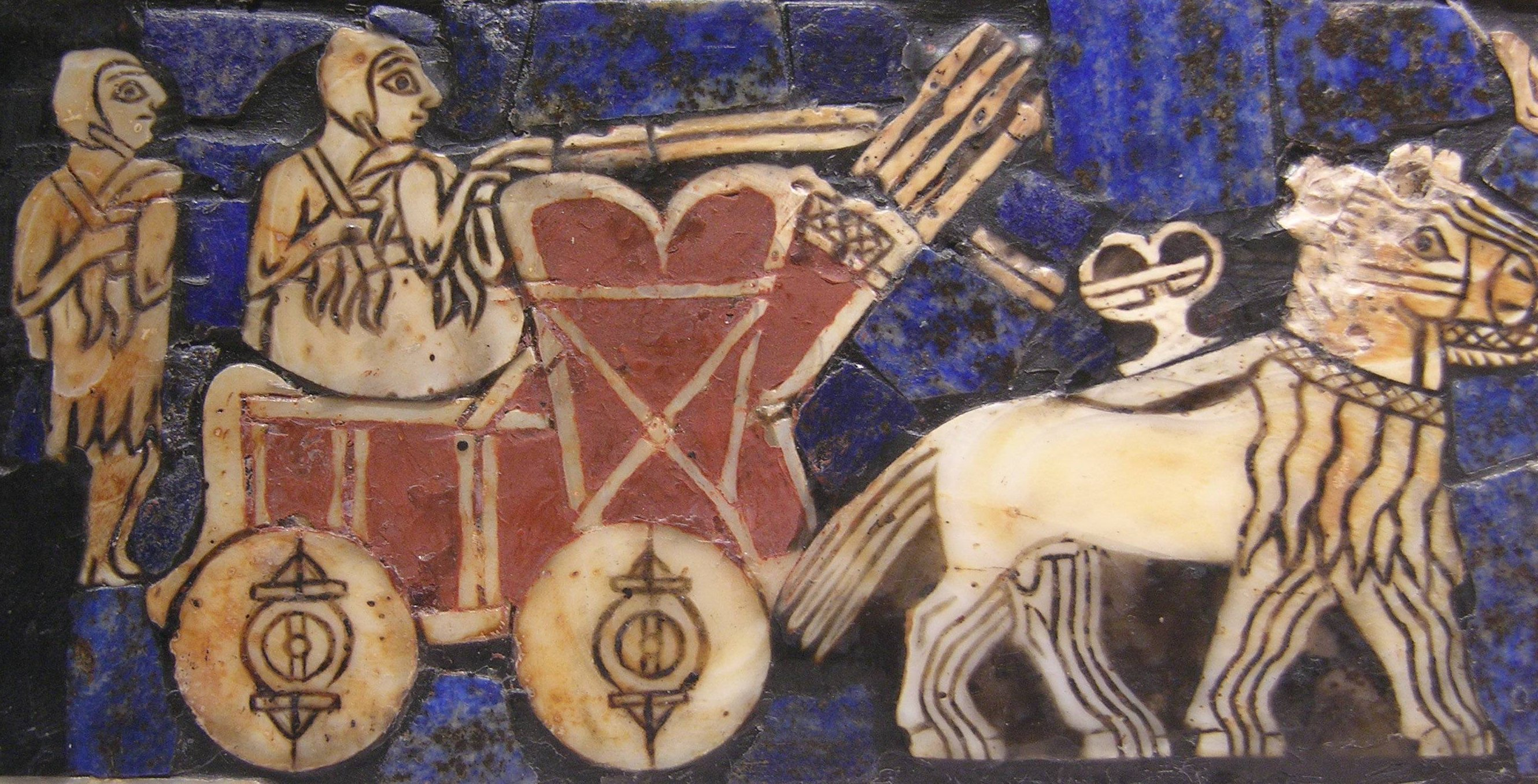
Brustblattgeschirr, Standarte von Ur, 2500 v. Chr.
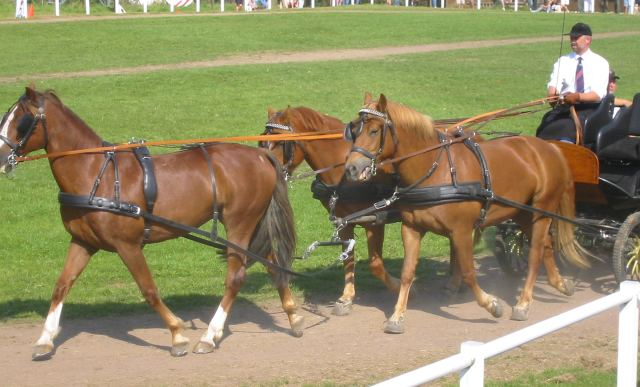
Einhorn-Anspannung mit Sielengeschirr
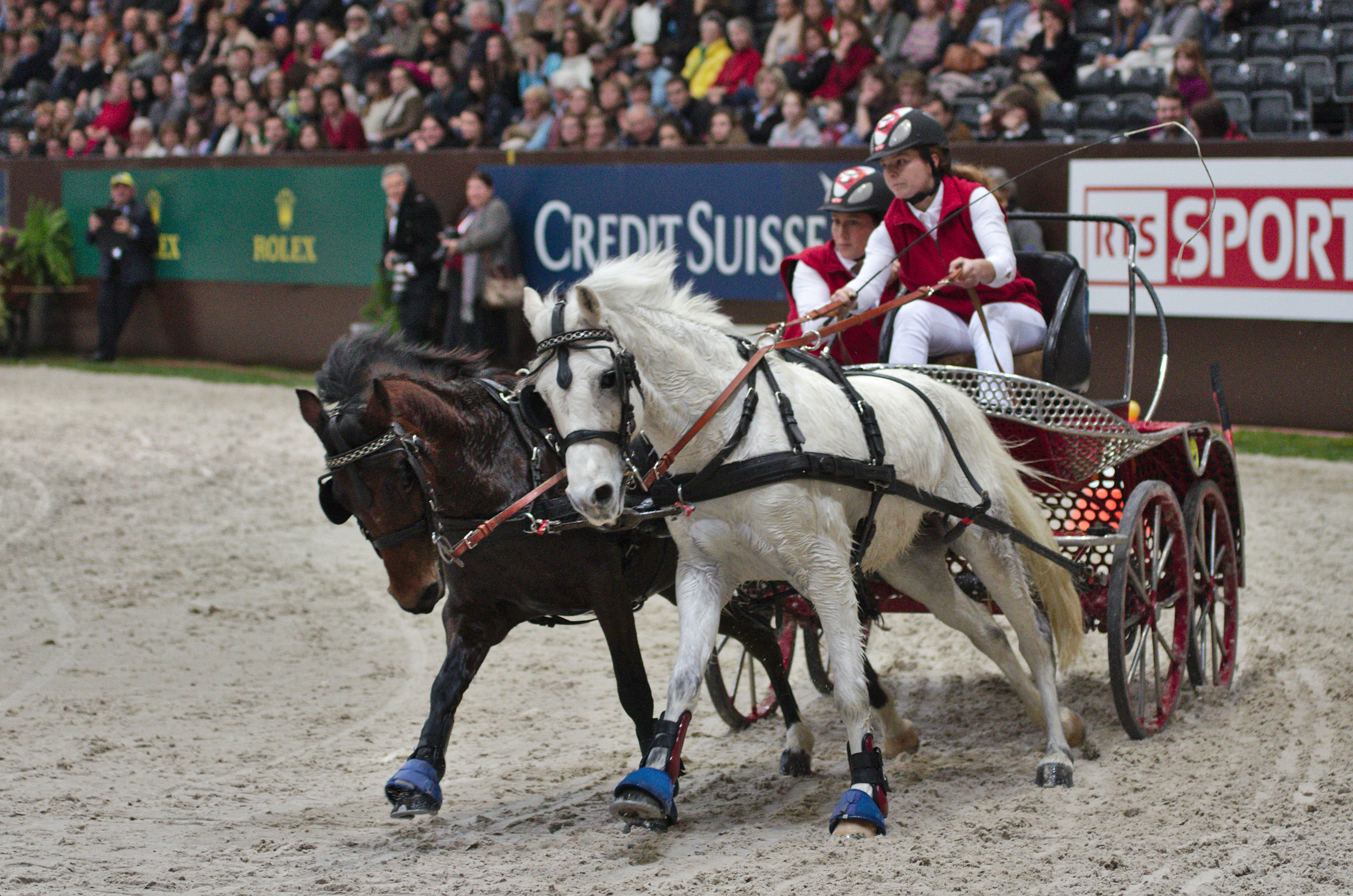
Sielengeschirr
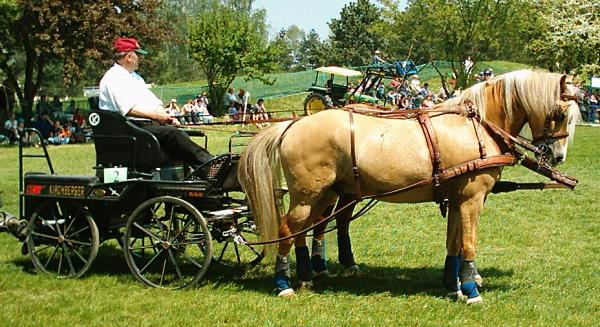
Marathonwagen mit Brustblatt

### Kumt
Das Kumt (oft auch Kummet oder Kummt, regional auch Hamen) ist ein steifer, gepolsterter Ring oder besteht aus ebensolchen Ringsegmenten. Es wird dem Zugtier um den Hals gelegt und erlaubt es, die Zugkraft durch eine der Tierart entsprechende Gestaltung sinnvoll auf die Schultern zu verteilen. Das Kumt muss der Statur und Halsform eines jeden Tieres angepasst werden, ansonsten kommt es schnell zu Druckstellen. 
Bei Rindern ist das Kumt in der Regel oben durch ein Gelenk verbunden und unten offen und verschließbar, da es wegen der Hörner nicht über den Kopf gestreift werden kann. Die Zugkraft wird im Wesentlichen durch den Widerrist und die Schultern aufgebracht.
Bei Pferden wird erst durch das Kumt ihre Zugkraft in vollem Umfang nutzbar. Bei Pferden wird ein geschlossenes Kumt verwendet, die Zugkraft wird durch Brust und Schultern aufgebracht. Ein Kumt verteilt die Last besser als ein Brustblatt, es ist für das Pferd schonender. Schwerer Zug kann von Pferden nur mit Kumt geleistet werden. Ein Brustblatt ist vielseitiger und kann leichter für andere Pferde verschnallt werden. Das Kumt muss dagegen genau passen. 

#### Aufbau des Kumts
Ein Kumt besteht aus:
- einem Kumtkissen, ein gepolsterter Ring, meist aus Leder gefertigt und mit Stroh gefüllt
- einem Kumtbügel, der Stahl- oder Holzring, an dem die Deichsel bzw. die Anzen befestigt werden können. Der Ring lässt sich über einen Riemen öffnen
- einer Kumtspitze mit Schutzkappe, damit kein Wasser oder Staub in das Kissen eindringen kann
- einer Schlusskette (Einspänner) oder einem Langring (Zweispänner) zur Befestigung der Aufhalter

#### Geschichte des Kumts
Das Kumtgeschirr wurde bereits um 500 v. Chr. in China erfunden. Es erreichte Europa aber erst um 1000 n. Chr. Obwohl es einen wichtigen Fortschritt für die Landwirtschaft bedeutete, nun die gesamte Zugkraft der kräftigeren Pferde vor dem Pflug einsetzen zu können, setzten sie sich in der Landwirtschaft nur sehr zögerlich gegen die Zugochsen durch. Die höheren Kosten wollte man nicht ohne weiteres aufbringen. Erst als in der spätmittelalterlichen Krise um 1400 die Preise für landwirtschaftliche Erzeugnisse rapide fielen, verdrängte das Hauspferd wegen seiner höheren Rentabilität das Hausrind als Zugtier schließlich fast vollständig.

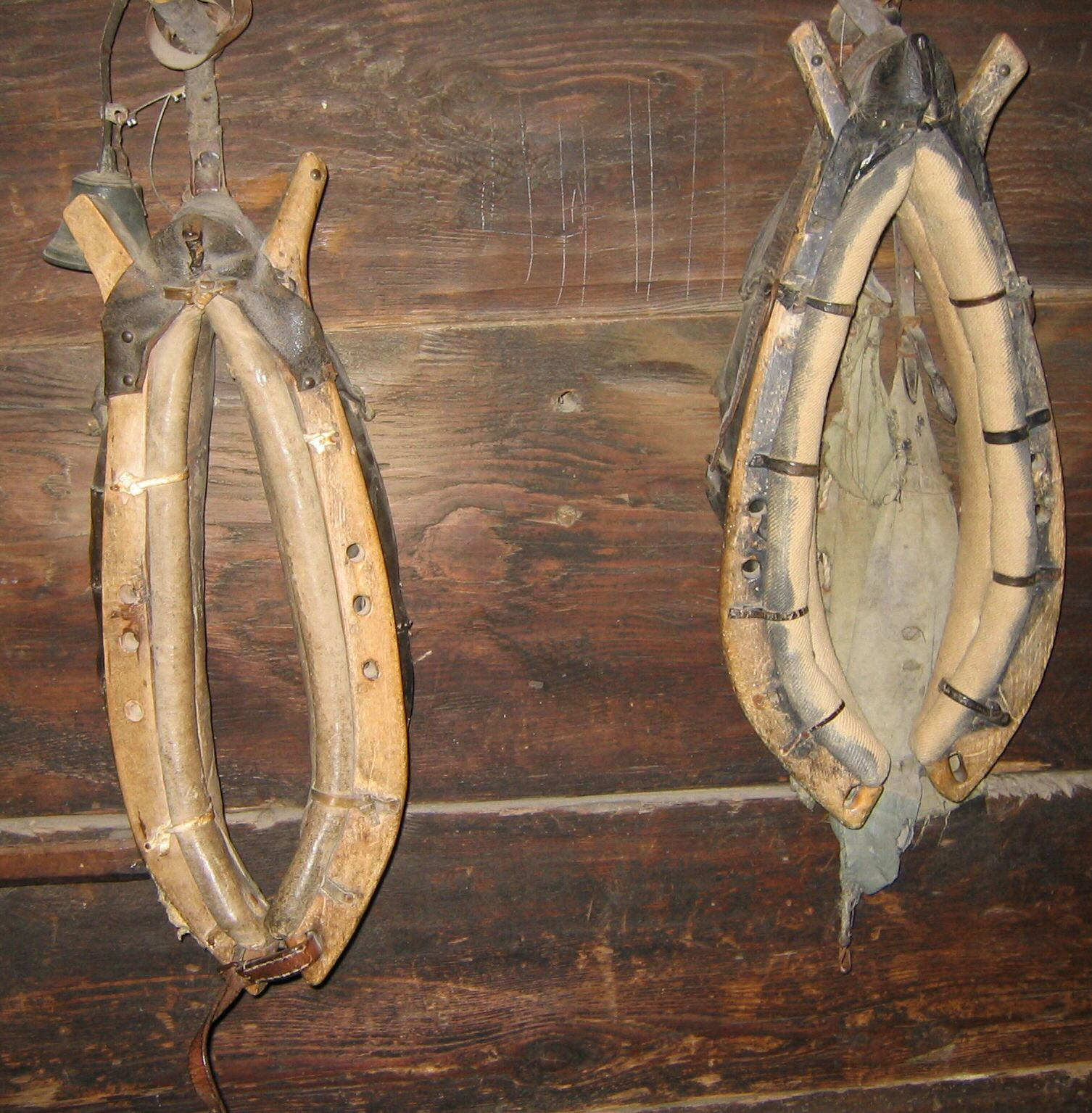
Zwei Rinderkummets
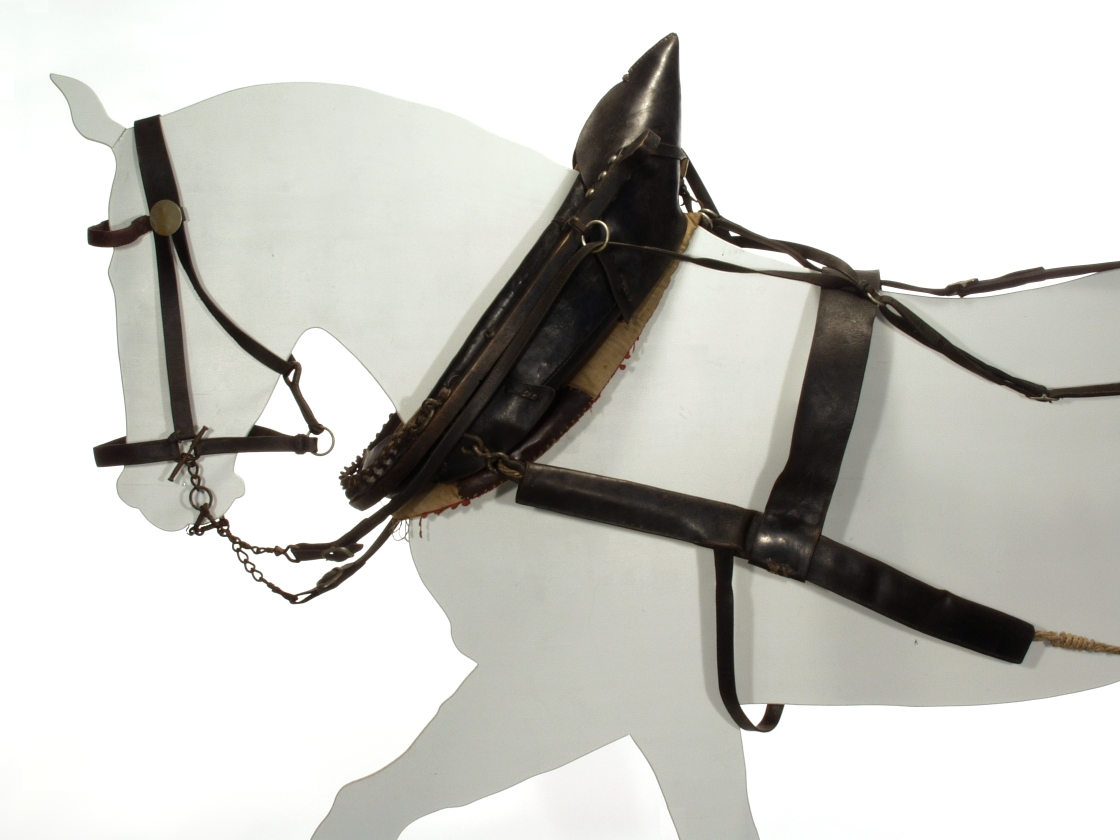
Pferdearbeitsgeschirr mit Spitzkummet, Zaum mit Schmuckrosette
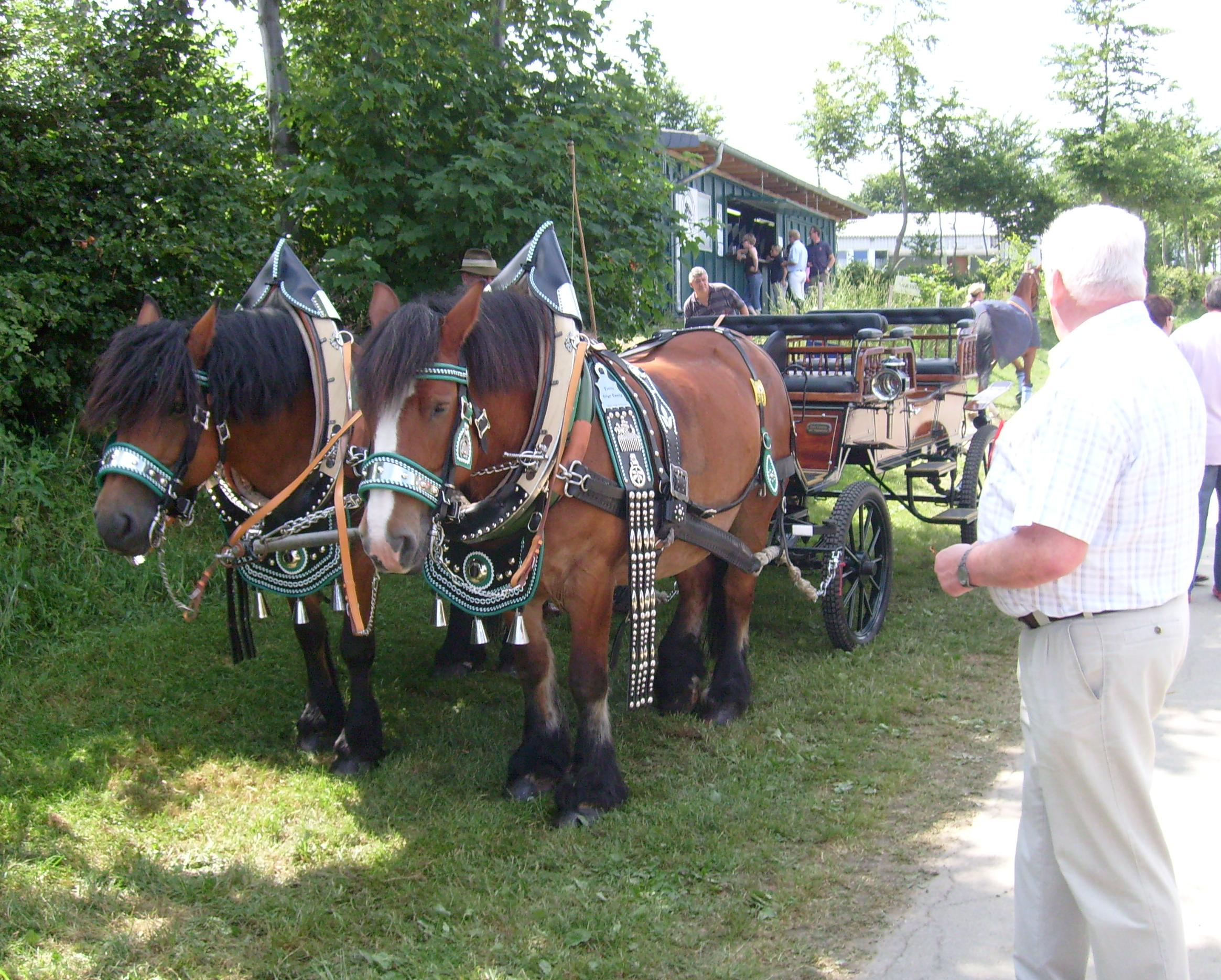
Rheinisch-Deutsches Kaltblut mit Spitzkummet
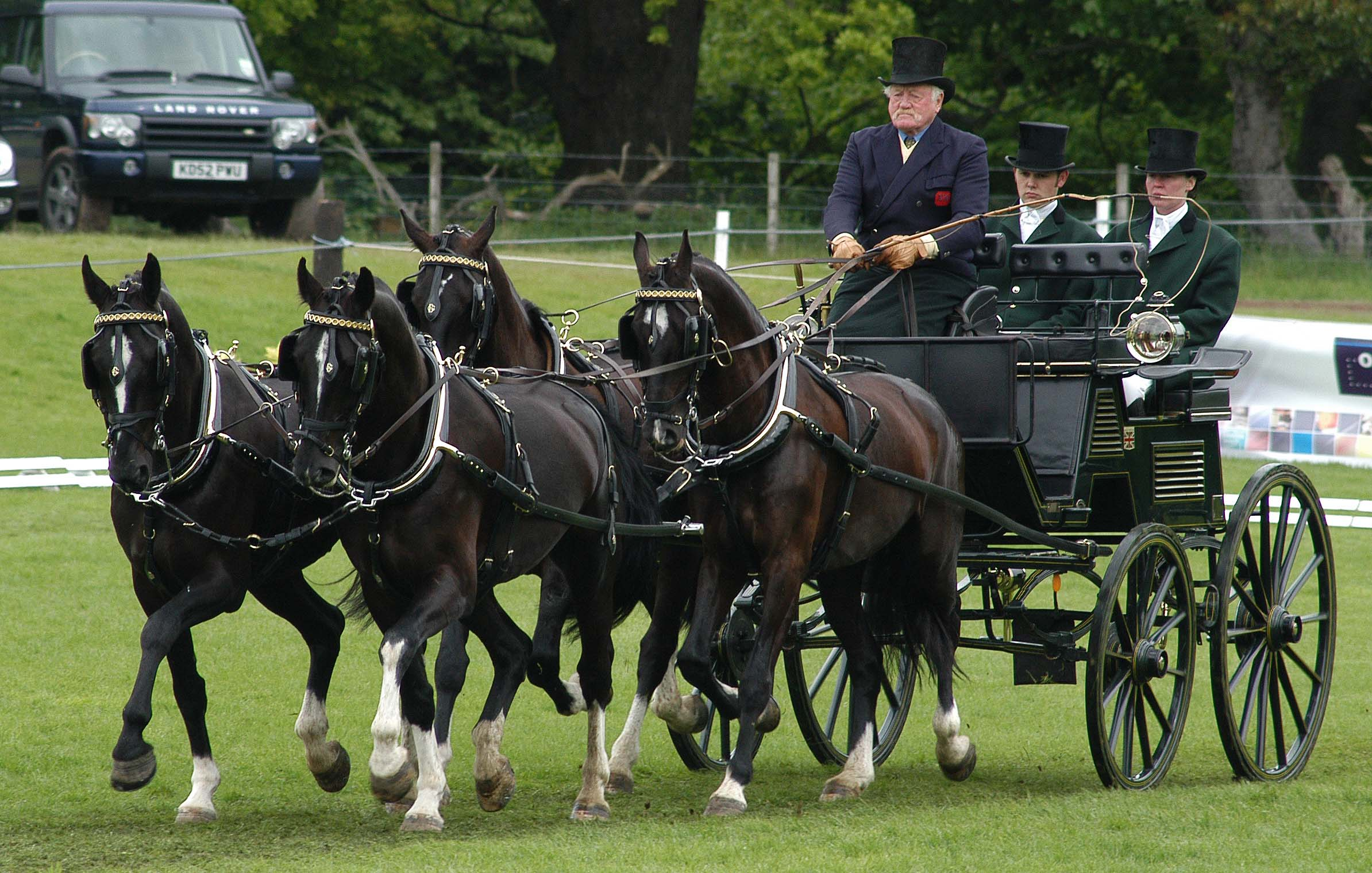
Viererzug mit Kumt in einer Dressurprüfung
- Video:  Herstellen eines Sattelgestells und Sägen eines Kumtspans (1977)
- Video: Zuschneiden, Nähen und Füllen des Kumtleibes (1985)

### Marathonkumt

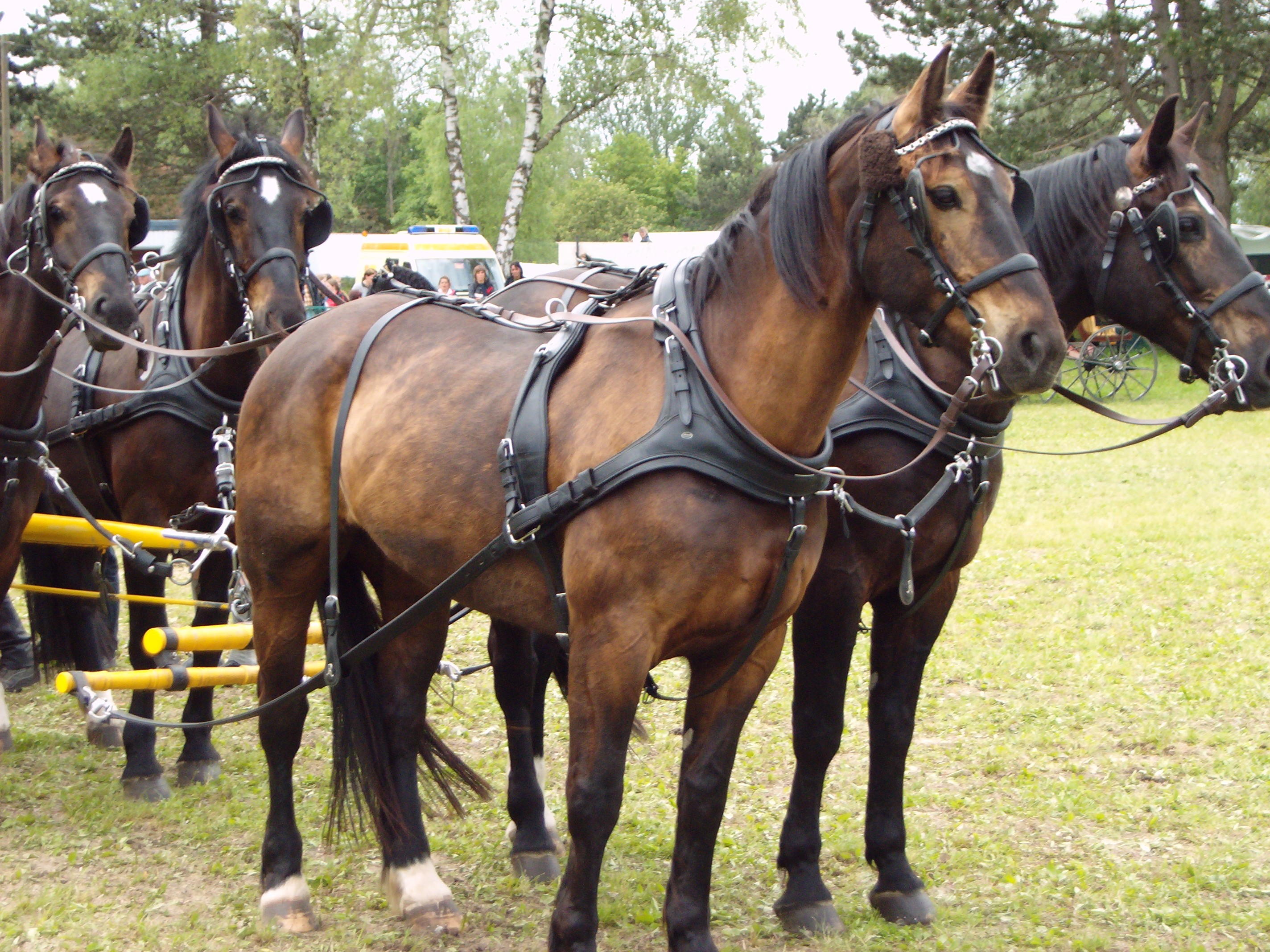
Schweres Warmblut mit Marathonkumt, Pferd International, München 2006

Das Marathonkumt (auch: Französisches Kumt) ist vor allem im Fahrsport verbreitet. Es ist eine Kombination von Kumt und Brustblatt in einem Stück. Das Marathonkumt verteilt die Zuglast besonders großflächig auf Schulter und Bug des Pferdes. Somit wird das Pferd in der Schulter nicht eingeengt und kann eine bessere Zugleistung erbringen. Ein Marathonkumt muss nicht so sorgfältig angepasst werden wie ein normales Kumt, da es verstellbar ist und somit auf verschiedene Pferde passt.

## Weitere Tierarten

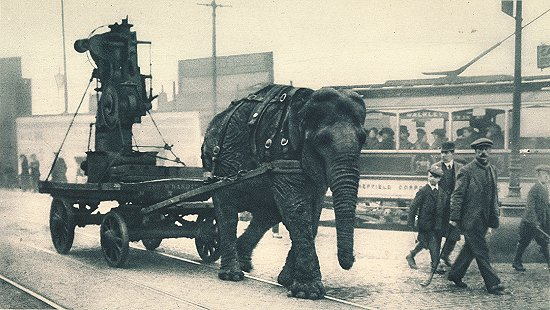
Arbeitselefant im militärischen Zuggeschirr (1916)

Für die Anspannung der primär außerhalb Mitteleuropas verbreiteten Zugtierarten Dromedar, Trampeltier, Lama, asiatischer Elefant oder Ren sind spezielle Geschirre in Gebrauch. Hunde, besonders Schlittenhunde, werden ebenfalls mit ihrem passenden Geschirr vorgespannt.
In neuerer Zeit werden auch „normale“ Haushunde häufig mit Laufgeschirr statt nur mit Halsband zum täglichen Ausführen ausgestattet, da beim Geschirr keine Würgegefahr besteht. Für andere kleine Haustiere (Katzen, Frettchen und Kaninchen, sogar Ratten) gibt es ebenfalls größenangepasste Geschirre.